# Bagni di Masino - Pizzo Badile
Bagni di Masino - Pizzo Badile este o arie protejată (arie specială de conservare — SAC, sit de importanță comunitară — SCI) din Italia întinsă pe o suprafață de 2.755 ha, integral pe uscat.

## Localizare
Centrul sitului Bagni di Masino - Pizzo Badile este situat la coordonatele 46°15′32″N 9°36′49″E / 46.258889°N 9.613611°E.

## Înființare
Situl Bagni di Masino - Pizzo Badile a fost declarat sit de importanță comunitară în iunie 1995 pentru a proteja 1 specie de plante și 44 de specii de animale. Situl a fost protejat și ca arie specială de conservare în iulie 2016.

## Biodiversitate
Situată în ecoregiunea alpină, aria protejată conține 17 habitate naturale: Ghețari permanenți, Pajiști alpine și boreale, Păduri de fag Luzulo-Fagetum, Formațiuni ierboase bogate în specii de Nardus, dezvoltate pe substraturi silicioase în zone montane (și în zone submontane, în Europa continentală), Râuri de munte și vegetația erbacee de pe malurile acestora, Grohotișuri silicioase de la nivelul montan până la nivelul zăpezii (Androsacetalia alpinae și Galeopsietalia ladani), Pante stâncoase silicioase cu vegetație casmofită, Păduri alpine de Larix decidua și/sau Pinus cembra, Liziere de ierburi înalte hidrofile de câmpie și de nivel montan până la alpin, Mlaștini turboase de tranziție și turbării mișcătoare, Pajiști boreale și alpine pe substrat silicios, Tufărișuri subarctice cu Salix spp., Fânețe montane, Păduri aluvionare cu Alnus glutinosa și Fraxinus excelsior (Alno-Padion, Alnion incanae, Salicion albae), Păduri pe pante, grohotișuri și ravene de Tilio-Acerion, Păduri acidofile de Picea de la nivel montan la nivel alpin (Vaccinio-Piceetea), Râuri de munte și vegetația lor lemnoasă cu Salix elaeagnos.
La baza desemnării sitului se află mai multe specii protejate:
- plante (1): Orthotrichum rogeri
- păsări (43): inărița (Acanthis flammea), uliu porumbar (Accipiter gentilis), minunița (Aegolius funereus), potârnichea de stâncă (Alectoris graeca saxatilis), fâsă de pădure (Anthus spinoletta), fâsă de pădure (Anthus trivialis), acvilă de munte (Aquila chrysaetos), cocoșul de mesteacăn (Bonasa bonasia), cojoaica de pădure (Certhia familiaris), corb (Corvus corax), ciocănitoare pestriță mare (Dendrocopos major), ciocănitoare neagră (Dryocopus martius), presură de munte (Emberiza cia), presură galbenă (Emberiza citrinella), măcăleandru (Erithacus rubecula), Eudromias morinellus, vânturel roșu (Falco tinnunculus), ciuvică (Glaucidium passerinum), Lagopus muta helvetica, Lyrurus tetrix tetrix, mierlă de piatră (Monticola saxatilis), codobatură galbenă (Motacilla alba), codobatură de munte (Motacilla cinerea), alunar (Nucifraga caryocatactes), pietrar sur (Oenanthe oenanthe), pițigoi de brădet (Periparus ater), codroș de munte (Phoenicurus ochruros), pitulice de munte (Phylloscopus collybita), pițigoi de munte (Poecile montanus), Prunella collaris, brumăriță de pădure (Prunella modularis), Ptyonoprogne rupestris, stăncuță alpină (Pyrrhocorax graculus), aușel sprâncenat (Regulus ignicapilla), aușel cu cap galben (Regulus regulus), scatiu (Spinus spinus), huhurez mic (Strix aluco), silvie cu cap negru (Sylvia atricapilla), silvie de zăvoi (Sylvia borin), silvie-mică (Sylvia curruca), Tachymarptis melba, pănțărușul (Troglodytes troglodytes), mierlă gulerată (Turdus torquatus)
- nevertebrate (1): Rosalia alpina

Pe lângă speciile protejate, pe teritoriul sitului au mai fost identificate 50 de specii de plante, 2 specii de amfibieni, 13 specii de mamifere, 4 specii de nevertebrate, 8 specii de reptile.